# Вода (созвездие)
Вода́ — устаревшее античное созвездие. Упоминается Аратом в поэме «Явления» (III в. до н. э.), основанной на сочинении Евдокса, а также Гемином во «Введении в явления» (I век до н. э.).
Представляло собой поток воды, вытекающей из разбитого сосуда Водолея. Обычно этот поток ассоциировался с рекой Нил в Египте.

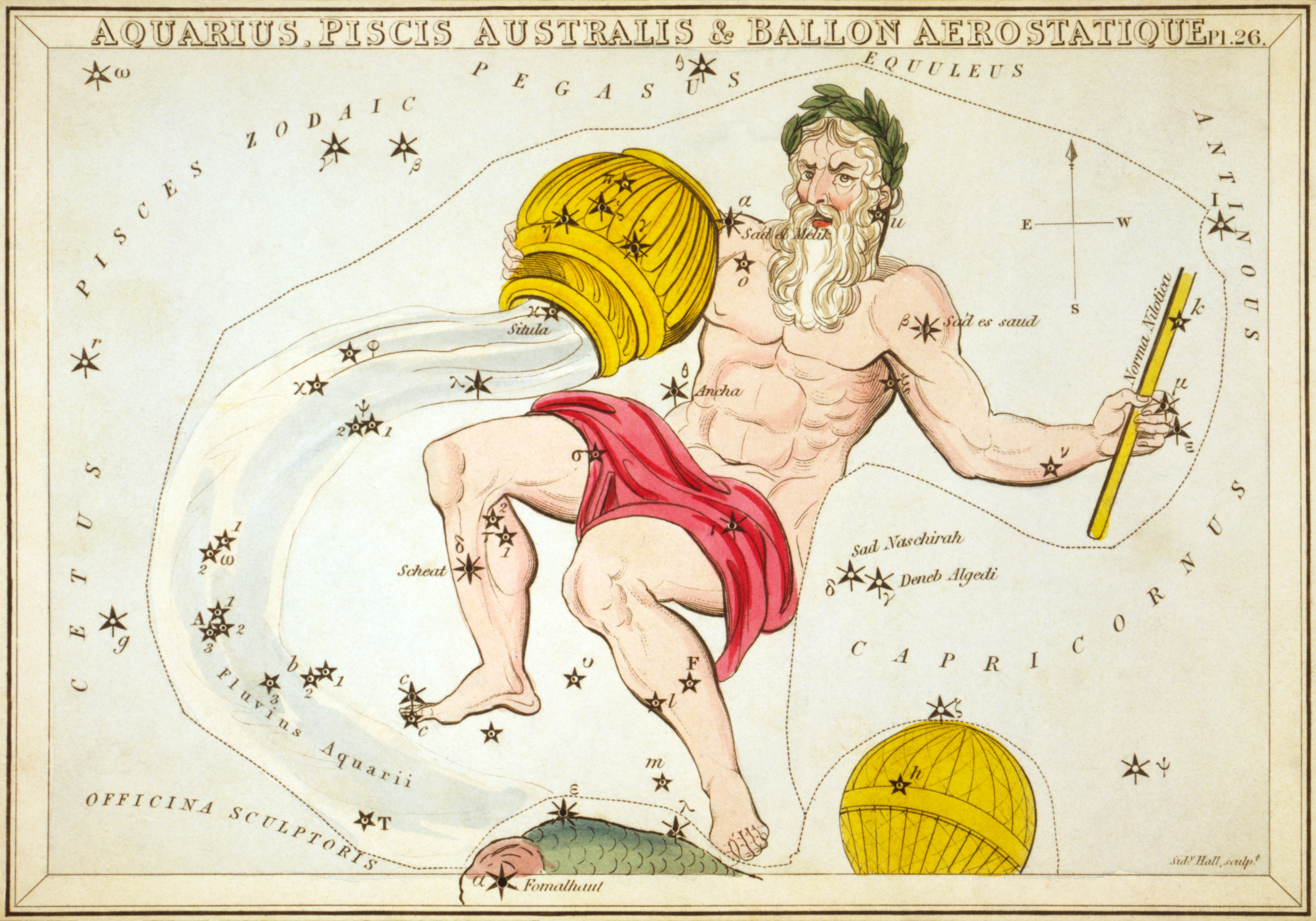
Водолей и Поток Водолея в Зеркале Урании

В Звёздном Атласе 1822 года, а также в копировавшем его Зеркале Урании оно нарисовано и подписано Fluvius Aquarii (Поток Водолея), правда, не выделено в отдельное созвездие.
Созвездие никогда не было общепринятым и ныне не существует.